# Gare de Kanebōmae
La gare de Kanebōmae (鐘紡前駅, Kanebōmae-eki) est une ancienne gare ferroviaire japonaise de la ligne Wadamisaki, située sur le territoire de la ville de Kobe, dans la préfecture de Hyōgo.
Mise en service en 1912, elle est fermée depuis 1962.

## Histoire
La gare de Kanebōmae est mise en service le 16 avril 1912 afin de desservir les usines se trouvant aux alentours. 
Elle est provisoirement fermée en 1945, après les bombardements que la ville a subi durant la Seconde Guerre mondiale. De la zone industrielle d'avant guerre, il ne reste plus que l’actuel Kobe Century Memorial Hospital. En 1947, elle fut à nouveau mise en pause, sans que l'on sache clairement pour quelle raison. 
La gare est définitivement fermée le 1er mars 1962.